# ペン・コンピューティング

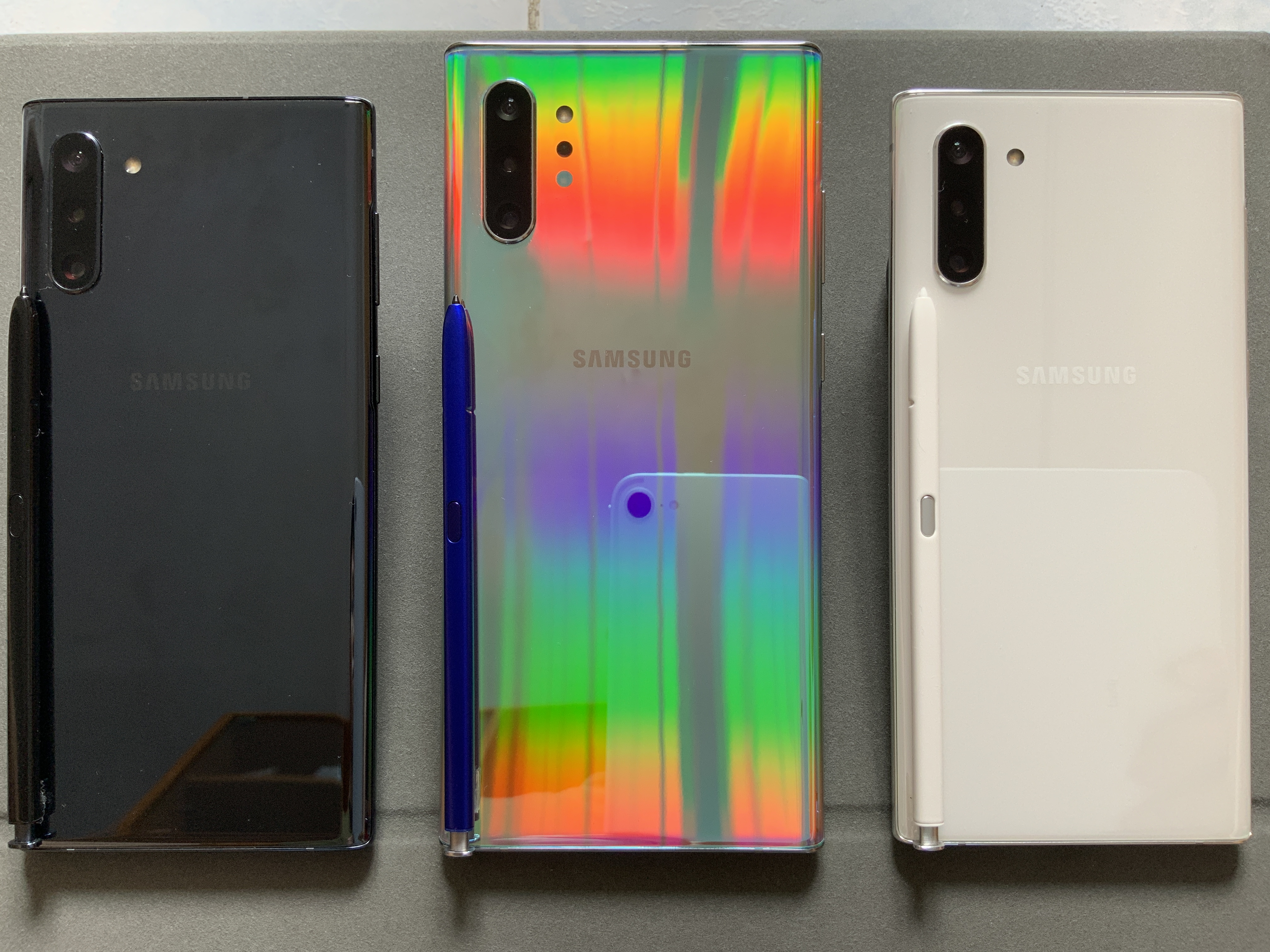
Samsung Galaxy Noteファブレットには、「S-Pen」と呼ばれるスタイラスが含まれる。

ペン・コンピューティング（英語: Pen computing）とは、キーボードやマウスなどの入力デバイスを介して、ペンまたはスタイラスとタブレットを使用するコンピューターのユーザーインターフェイスを指す。
ペン・コンピューティングは、タブレット、PDA、 GPS受信機などのモバイルデバイスで操作するのに使用される。この用語は、モバイル通信を可能にする製品の操作でも使用されている。このようなデバイスの表示は、キーボード、キーパッド、マウス、タッチパッドなどの従来のインターフェイスを使用するのではなく、一般にグラフィックタブレットまたはタッチスクリーンを押すために使用されるスタイラスまたはデジタル・ペンである。
歴史的に、ペンコンピューティング（ポインティングデバイスを使用するユーザーインターフェイスと、インタラクティブなユーザー入力の主要な手段として手書き文字認識を採用するコンピューターシステムとして定義）は、1950年代および1960年代初頭のスタイレーターおよびRANDタブレットから始まって、マウスとグラフィックディスプレイの使用よりも少なくとも20年前から存在している。

## 一般的な技術
ペンコンピューティングのユーザーインターフェイスは、いくつかの方法で実装できる。実際のシステムでは、通常、これらの手法を組み合わせて使用する。

### ポインティング/ロケーター入力
タブレットとスタイラスは、マウスの代わりなどのポインティングデバイスとして使用される。マウスは相対ポインティングデバイス（マウスを使用して画面上で「カーソルを押す」）で、タブレットは絶対ポインティングデバイス（カーソルが表示される場所にスタイラスを配置）。
実際にマウスの代わりにスタイラスとタブレットを使用する場合は、考慮すべき人的要因がいくつかある。たとえば、スタイラスで同じ正確な位置を2回ターゲットまたはタップするのは非常に難しいため、システムがマウスからの「ダブルクリック」入力を予期している場合、スタイラスでの「ダブルタップ」操作の実行は困難である。
指は、タッチスクリーンなどのタッチセンシティブタブレット表面のスタイラスとして使用できる。

### 手書き認識
タブレットとスタイラスは2つのモードでタブレット及びスタイラスを使用して、キーボードまたはマウスとキーボードの両方のために使用することができる。
- ポインティングモード：スタイラスは、上記のようにポインティングデバイスとして使用される。
- オンライン手書き認識モード：スタイラスで作成されたストロークは、ストロークまたはマークの形状を手書き文字として認識するソフトウェアによって「電子インク」として分析される。文字は、キーボード入力のようにテキストとして入力される。

さまざまなシステムが、さまざまな方法でモード（ポインティングと手書き認識）を切り替える。
- ポインティングモードと手書き認識モードのタブレットの別々の領域に書き込むことによって。
- スタイラスの側面にある特別なボタンを押してモードを変更する。
- テキストとして認識されないマークをポインティング入力として扱うなど、コンテキストによって。
- 特別なジェスチャーマークを認識することによって。

「オンライン手書き認識」という用語は、紙から静的な手書き記号を光学式文字認識する「オフライン手書き認識」とは対照的に、入力にリアルタイムデジタイズタブレットを使用した手書き認識を区別するために使用される。

### ダイレクト・マニピュレーション
スタイラスは、シミュレートされたオブジェクトに直接触れたり、押したり、ドラッグしたりするために使用される。Wang Freestyle システムはその一例である。Freestyleは、手書きのメモを追加するための電子「インク」を追加して、完全に直接操作で機能した。

### ジェスチャ認識
ジェスチャ認識、特定の特殊な形状を手書き入力としてではなく、特殊なコマンドのインジケーターとして認識する手法である。
たとえば、「豚の尻尾」の形（校正のマークとしてよく使用される）は、「削除」操作を示す。実装によっては、削除されるのはマークが付けられたオブジェクトまたはテキストである場合がある。または、スタイラスをポインティングデバイスとして使用して、削除する対象を選択することもできる。AppleのNewton OSでは、テキストをジグザグパターンでスクラッチすることでテキストを削除することができた。
最近のシステムでは、一度に複数の「スタイラス」（通常は指）を認識し、マルチタッチジェスチャを利用できるデジタイザーが使用されている。
PenPoint OSは、オペレーティングシステムのすべてのレベルでジェスチャ認識と手書き入力を組み込んだ特別なオペレーティングシステム。ジェスチャ認識を採用した以前のシステムは、CAD/CAMアプリケーションやテキスト処理などの特別なアプリケーション内でのみ採用されていた。